# João Batista Pagani
João Batista Pagani em italiano: Giambattista Pagani  (Gênova, 1856 - Rio de Janeiro, 1891) foi um pintor, desenhista e professor ítalo-brasileiro.

## Biografia
Entrou na Academia Imperial de Belas Artes (Aiba), no Rio de Janeiro com 11 anos de idade, onde estudou de 1867 e 1878, retornando em 1885 por um curto período. Foi aluno de Victor Meirelles (1832-1903), Maximiano Mafra (1923-1908) e Pedro Américo (1843-1905) e teve como colegas Eliseu Visconti (1866-1944),  Estêvão Silva (c. 1844-1891), Augusto Rodrigues Duarte (1848-1888), Décio Villares (1851-1931) e Rodolfo Bernardelli (1852-1931).
Juntamente com Estêvão Silva (1844-1891) em 1880 abre um ateliê de pintura na cidade do Rio de Janeiro, além da produção artística o local abriga cursos de pintura. Foi professor no Colégio Ateneu em Barbacena e no Colégio Abílio de Barbacena no Rio de janeiro.

## Exposições
- Exposição Geral de Belas Artes, (1884) medalha de prata;
- Salão Nacional de Belas Artes, (1890) medalha de ouro;
- Exposição Retrospectiva da Pintura no Brasil (1952)
- Exposição da Paisagem Brasileira até 1900 (1953)
- Bienal Internacional de São Paulo (1953)

## Galeria

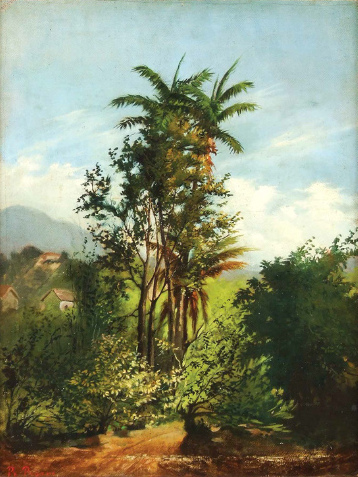
Paisagem brasileira com casario ao fundo
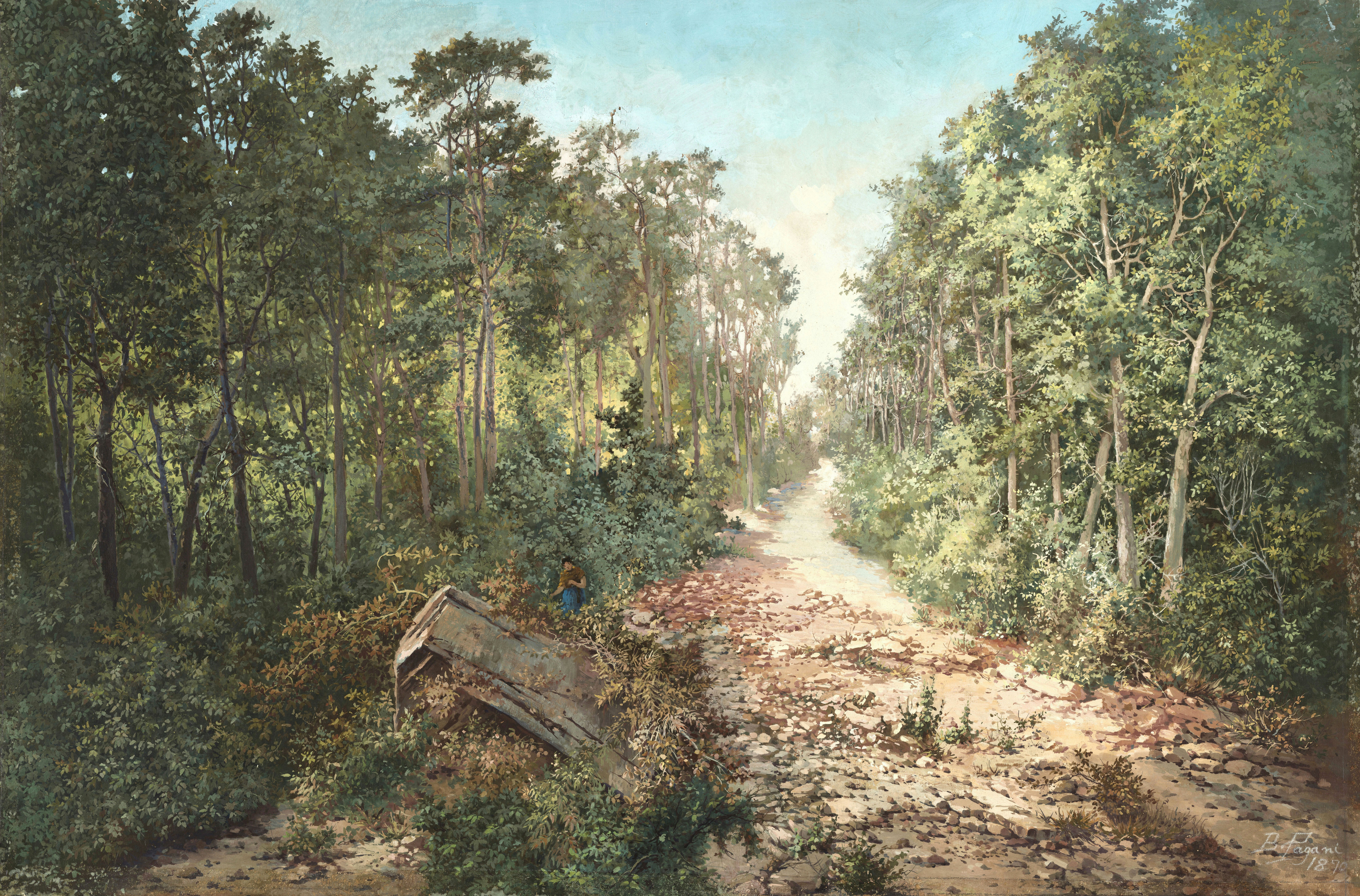
Paisagem (1890), Museu Nacional de Belas Artes